# كونراد كوتس
كونراد كوتس (بالإنجليزية: Conrad Coates)‏ هو ممثل بريطاني، ولد في 12 يوليو 1970 في لندن في المملكة المتحدة.

## وصلات خارجية
- كونراد كوتس على موقع IMDb (الإنجليزية)
- كونراد كوتس على موقع قاعدة بيانات الفيلم (الإنجليزية)